# Copa Santa Fe 2016
La Copa Santa Fe 2016 fue la primera edición de esa competición oficial, organizada por la Federación Santafesina de Fútbol, en la que participan los equipos de la provincia de Santa Fe de todas las divisiones del fútbol argentino junto con los representantes de cada liga regional de la provincia.
Consagró campeón al Club Atlético Unión de Sunchales, club afiliado a la Liga Rafaelina de Fútbol y participante del Torneo Federal A, que logró de esta manera su primer título.

## Formato
El torneo se desarrolló plenamente bajo un formato de eliminación directa donde cada equipo enfrentaba a su rival de turno a partido único o en partidos de ida y vuelta. Si una serie finalizó empatada en el global, se definió por penales.
En la primera etapa, los representantes definidos de las 19 ligas regionales más el representante de la Copa Federación se enfrentaron en llaves a doble partido. Los ganadores avanzaron a la segunda etapa en la que se les sumaron los equipos participantes del Torneo Federal A, el Torneo Federal B y la Primera D.
En la fase final, a los equipos clasificados de la segunda etapa se les sumaron los equipos participantes de la Primera División y la Primera C. A partir de aquí, los 16 equipos clasificados disputaron una serie de eliminatorias (compuestas por octavos de final, cuartos de final, semifinales y final) hasta consagrar al campeón.
|                         |                         |                            | Equipos que entraron en esta fase                                                               | Equipos que provenían de la fase anterior      |
| ----------------------- | ----------------------- | -------------------------- | ----------------------------------------------------------------------------------------------- | ---------------------------------------------- |
| Fase inicial            | Fase inicial            | Primera etapa (20 equipos) | - 19 equipos de las ligas regionales. - 1 equipo de la Copa Federación.                         |                                                |
| Fase inicial            | Fase inicial            | Segunda etapa (20 equipos) | - 3 equipos del Torneo Federal A. - 6 equipos del Torneo Federal B. - 1 equipo de la Primera D. | - 10 equipos clasificados de la primera etapa. |
| Fase final (16 equipos) | Fase final (16 equipos) | Fase final (16 equipos)    | - 5 equipos de la Primera División. - 1 equipo de la Primera C.                                 | - 10 equipos clasificados de la segunda etapa. |

## Equipos participantes
| Liga                                                                          | Equipo                                                                                         | Ciudad                                                            | Departamento                                             |                                 |                                 |                                 |
| Divisiones del fútbol argentino                                               | Divisiones del fútbol argentino                                                                | Divisiones del fútbol argentino                                   | Divisiones del fútbol argentino                          | Divisiones del fútbol argentino | Divisiones del fútbol argentino | Divisiones del fútbol argentino |
| ----------------------------------------------------------------------------- | ---------------------------------------------------------------------------------------------- | ----------------------------------------------------------------- | -------------------------------------------------------- | ------------------------------- | ------------------------------- | ------------------------------- |
| Primera División 1.ª categoría 5 equipos                                      | Atlético de Rafaela Newell's Old Boys Rosario Central Colón Unión                              | Rafaela Rosario Santa Fe                                          | Castellanos Rosario La Capital                           |                                 |                                 |                                 |
| Torneo Federal A 3.ª categoría para clubes indirectamente afiliados 3 equipos | Sportivo Las Parejas Libertad Unión                                                            | Las Parejas Sunchales                                             | Castellanos Belgrano                                     |                                 |                                 |                                 |
| Primera C 4.ª categoría para clubes directamente afiliados 1 equipo           | Central Córdoba                                                                                | Rosario                                                           | Rosario                                                  |                                 |                                 |                                 |
| Torneo Federal B 4.ª categoría para clubes indirectamente afiliados 6 equipos | Puerto San Martín Fútbol 9 de Julio Ben Hur Tiro Federal Atlético San Jorge Sportivo Rivadavia | Puerto General San Martín Rafaela Rosario San Jorge Venado Tuerto | San Lorenzo Castellanos Rosario San Martín General López |                                 |                                 |                                 |
| Primera D 5.ª categoría para clubes directamente afiliados 1 equipo           | Argentino                                                                                      | Rosario                                                           | Rosario                                                  |                                 |                                 |                                 |
| Ligas regionales de Santa Fe                                                  |                                                                                                |                                                                   |                                                          |                                 |                                 |                                 |
| Asociación Rosarina de Fútbol 1 equipo                                        | ADIUR                                                                                          | Rosario                                                           | Rosario                                                  |                                 |                                 |                                 |
| Liga Cañadense de Fútbol 1 equipo                                             | ADEO                                                                                           | Cañada de Gómez                                                   | Iriondo                                                  |                                 |                                 |                                 |
| Liga Casildense de Fútbol 1 equipo                                            | Atlético Pujato                                                                                | Pujato                                                            | San Lorenzo                                              |                                 |                                 |                                 |
| Liga de Fútbol Regional del Sud 1 equipo                                      | Athletic Club                                                                                  | Arroyo Seco                                                       | Rosario                                                  |                                 |                                 |                                 |
| Liga Departamental de Fútbol San Martín 1 equipo                              | Americano                                                                                      | Carlos Pellegrini                                                 | San Martín                                               |                                 |                                 |                                 |
| Liga Deportiva del Sur 1 equipo                                               | Los Andes                                                                                      | Alcorta                                                           | Constitución                                             |                                 |                                 |                                 |
| Liga Esperancina de Fútbol 1 equipo                                           | Sarmiento                                                                                      | Humboldt                                                          | Las Colonias                                             |                                 |                                 |                                 |
| Liga Galvense de Fútbol 1 equipo                                              | CECI                                                                                           | Gálvez                                                            | San Jerónimo                                             |                                 |                                 |                                 |
| Liga Interprovincial de Fútbol 1 equipo                                       | Independiente                                                                                  | Chañar Ladeado                                                    | Caseros                                                  |                                 |                                 |                                 |
| Liga Ocampense de Fútbol 1 equipo                                             | Racing El Campesino                                                                            | Villa Ocampo                                                      | General Obligado                                         |                                 |                                 |                                 |
| Liga Rafaelina de Fútbol 1 equipo                                             | Peñarol                                                                                        | Rafaela                                                           | Castellanos                                              |                                 |                                 |                                 |
| Liga Reconquistense de Fútbol 1 equipo                                        | Adelante Reconquista                                                                           | Reconquista                                                       | General Obligado                                         |                                 |                                 |                                 |
| Liga Regional Ceresina de Fútbol 1 equipo                                     | Ceres Unión                                                                                    | Ceres                                                             | San Cristóbal                                            |                                 |                                 |                                 |
| Liga Regional Paivense de Fútbol 1 equipo                                     | El Pirata                                                                                      | Los Zapallos                                                      | Garay                                                    |                                 |                                 |                                 |
| Liga Regional Sanlorencina de Fútbol 1 equipo                                 | Colón                                                                                          | San Lorenzo                                                       | San Lorenzo                                              |                                 |                                 |                                 |
| Liga Regional Totorense de Fútbol 1 equipo                                    | Sportivo Belgrano                                                                              | Oliveros                                                          | Iriondo                                                  |                                 |                                 |                                 |
| Liga Santafesina de Fútbol 1 equipo                                           | Colón                                                                                          | San Justo                                                         | San Justo                                                |                                 |                                 |                                 |
| Liga Venadense de Fútbol 1 equipo                                             | Studebaker                                                                                     | Villa Cañás                                                       | General López                                            |                                 |                                 |                                 |
| Liga Verense de Fútbol 1 equipo                                               | Bartolomé Mitre                                                                                | La Gallareta                                                      | Vera                                                     |                                 |                                 |                                 |
| Copa Federación                                                               |                                                                                                |                                                                   |                                                          |                                 |                                 |                                 |
| Copa Federación 2016 Competencia provincial 1 equipo                          | Cosmos                                                                                         | Santa Fe                                                          | La Capital                                               |                                 |                                 |                                 |

## Fase inicial

### Cuadros de desarrollo

#### Llave A
|  | Primera etapa            | Primera etapa            | Primera etapa            | Primera etapa            |   |                      | Segunda etapa    | Segunda etapa    | Segunda etapa    | Segunda etapa    |  |
|  | 21 de mayo al 29 de mayo | 21 de mayo al 29 de mayo | 21 de mayo al 29 de mayo | 21 de mayo al 29 de mayo |   |                      | 17 y 26 de junio | 17 y 26 de junio | 17 y 26 de junio | 17 y 26 de junio |  |
|  |                          |                          |                          |                          |   |                      |                  |                  |                  |                  |  |
|  |                          |                          |                          |                          |   |                      |                  |                  |                  |                  |  |
|  | Racing El Campesino      | 2                        | 0                        | 2                        |   |                      |                  |                  |                  |                  |  |
|  | Racing El Campesino      | 2                        | 0                        | 2                        |   |                      |                  |                  |                  |                  |  |
|  | Adelante Reconquista     | 0                        | 3                        | 3                        |   |                      |                  |                  |                  |                  |  |
|  | Adelante Reconquista     | 0                        | 3                        | 3                        |   | Adelante Reconquista | 0                | 0                | 0                |                  |  |
|  |                          |                          |                          |                          |   | Adelante Reconquista | 0                | 0                | 0                |                  |  |
|  |                          |                          | Colón (San Justo)        | 1                        | 1 | 2                    |                  |                  |                  |                  |  |
|  | Colón (San Justo) (p.)   | 1                        | Colón (San Justo)        | 1                        | 1 | 2                    | 3                | 4 (3)            |                  |                  |  |
|  | Colón (San Justo) (p.)   | 1                        |                          |                          |   |                      | 3                | 4 (3)            |                  |                  |  |
|  | Bartolomé Mitre (LG)     | 1                        | 3                        | 4 (1)                    |   |                      |                  |                  |                  |                  |  |
|  | Bartolomé Mitre (LG)     | 1                        | 3                        | 4 (1)                    |   |                      |                  |                  |                  |                  |  |
|  |                          |                          |                          |                          |   |                      |                  |                  |                  |                  |  |

- Nota: En cada llave, el equipo que ocupa la primera línea es el que define la serie como local.

#### Llave B
|  | Primera etapa   | Primera etapa   | Primera etapa   | Primera etapa   |   |   | Segunda etapa    | Segunda etapa    | Segunda etapa    | Segunda etapa    |  |
|  | 23 y 28 de mayo | 23 y 28 de mayo | 23 y 28 de mayo | 23 y 28 de mayo |   |   | 18 y 26 de junio | 18 y 26 de junio | 18 y 26 de junio | 18 y 26 de junio |  |
|  |                 |                 |                 |                 |   |   |                  |                  |                  |                  |  |
|  |                 |                 |                 |                 |   |   |                  |                  |                  |                  |  |
|  |                 |                 |                 |                 |   |   |                  |                  |                  |                  |  |
|  |                 |                 |                 |                 |   |   |                  |                  |                  |                  |  |
|  |                 |                 |                 |                 |   |   |                  |                  |                  |                  |  |
|  |                 | Ben Hur         | 1               | 1               | 2 |   |                  |                  |                  |                  |  |
|  |                 |                 |                 |                 | 2 |   |                  |                  |                  |                  |  |
|  |                 |                 | Cosmos (SF)     | 1               | 0 | 1 |                  |                  |                  |                  |  |
|  | CECI (Gálvez)   | 0               | Cosmos (SF)     | 1               | 0 | 1 | 1                | 1                |                  |                  |  |
|  | CECI (Gálvez)   | 0               |                 |                 |   |   | 1                | 1                |                  |                  |  |
|  | Cosmos (SF)     | 5               | 1               | 6               |   |   |                  |                  |                  |                  |  |
|  | Cosmos (SF)     | 5               | 1               | 6               |   |   |                  |                  |                  |                  |  |
|  |                 |                 |                 |                 |   |   |                  |                  |                  |                  |  |

- Nota: En cada llave, el equipo que ocupa la primera línea es el que define la serie como local.

#### Llave C
|  | Primera etapa     | Primera etapa     | Primera etapa     | Primera etapa   |   |   | Segunda etapa    | Segunda etapa    | Segunda etapa    | Segunda etapa    |  |
|  | 23 y 28 de mayo   | 23 y 28 de mayo   | 23 y 28 de mayo   | 23 y 28 de mayo |   |   | 19 y 25 de junio | 19 y 25 de junio | 19 y 25 de junio | 19 y 25 de junio |  |
|  |                   |                   |                   |                 |   |   |                  |                  |                  |                  |  |
|  |                   |                   |                   |                 |   |   |                  |                  |                  |                  |  |
|  |                   |                   |                   |                 |   |   |                  |                  |                  |                  |  |
|  |                   |                   |                   |                 |   |   |                  |                  |                  |                  |  |
|  |                   |                   |                   |                 |   |   |                  |                  |                  |                  |  |
|  |                   | Unión (Sunchales) | 2                 | 3               | 5 |   |                  |                  |                  |                  |  |
|  |                   |                   |                   |                 | 5 |   |                  |                  |                  |                  |  |
|  |                   |                   | Peñarol (Rafaela) | 2               | 2 | 4 |                  |                  |                  |                  |  |
|  | Ceres Unión       | 0                 | Peñarol (Rafaela) | 2               | 2 | 4 | 0                | 0                |                  |                  |  |
|  | Ceres Unión       | 0                 |                   |                 |   |   | 0                | 0                |                  |                  |  |
|  | Peñarol (Rafaela) | 4                 | 2                 | 6               |   |   |                  |                  |                  |                  |  |
|  | Peñarol (Rafaela) | 4                 | 2                 | 6               |   |   |                  |                  |                  |                  |  |
|  |                   |                   |                   |                 |   |   |                  |                  |                  |                  |  |

- Nota: En cada llave, el equipo que ocupa la primera línea es el que define la serie como local.

#### Llave D
|  | Primera etapa           | Primera etapa           | Primera etapa           | Primera etapa           |   |   | Segunda etapa    | Segunda etapa    | Segunda etapa    | Segunda etapa    |  |
|  | 22 de mayo y 5 de junio | 22 de mayo y 5 de junio | 22 de mayo y 5 de junio | 22 de mayo y 5 de junio |   |   | 19 y 26 de junio | 19 y 26 de junio | 19 y 26 de junio | 19 y 26 de junio |  |
|  |                         |                         |                         |                         |   |   |                  |                  |                  |                  |  |
|  |                         |                         |                         |                         |   |   |                  |                  |                  |                  |  |
|  |                         |                         |                         |                         |   |   |                  |                  |                  |                  |  |
|  |                         |                         |                         |                         |   |   |                  |                  |                  |                  |  |
|  |                         |                         |                         |                         |   |   |                  |                  |                  |                  |  |
|  |                         | Libertad (Sunchales)    | 3                       | 2                       | 5 |   |                  |                  |                  |                  |  |
|  |                         |                         |                         |                         | 5 |   |                  |                  |                  |                  |  |
|  |                         |                         | Colón (San Lorenzo)     | 0                       | 0 | 0 |                  |                  |                  |                  |  |
|  | Sportivo Belgrano (O)   | 1                       | Colón (San Lorenzo)     | 0                       | 0 | 0 | 1                | 2                |                  |                  |  |
|  | Sportivo Belgrano (O)   | 1                       |                         |                         |   |   | 1                | 2                |                  |                  |  |
|  | Colón (San Lorenzo)     | 2                       | 3                       | 5                       |   |   |                  |                  |                  |                  |  |
|  | Colón (San Lorenzo)     | 2                       | 3                       | 5                       |   |   |                  |                  |                  |                  |  |
|  |                         |                         |                         |                         |   |   |                  |                  |                  |                  |  |

- Nota: En cada llave, el equipo que ocupa la primera línea es el que define la serie como local.

#### Llave E
|  | Primera etapa        | Primera etapa   | Primera etapa             | Primera etapa   |       |        | Segunda etapa    | Segunda etapa    | Segunda etapa    | Segunda etapa    |  |
|  | 21 y 26 de mayo      | 21 y 26 de mayo | 21 y 26 de mayo           | 21 y 26 de mayo |       |        | 19 y 25 de junio | 19 y 25 de junio | 19 y 25 de junio | 19 y 25 de junio |  |
|  |                      |                 |                           |                 |       |        |                  |                  |                  |                  |  |
|  |                      |                 |                           |                 |       |        |                  |                  |                  |                  |  |
|  |                      |                 |                           |                 |       |        |                  |                  |                  |                  |  |
|  |                      |                 |                           |                 |       |        |                  |                  |                  |                  |  |
|  |                      |                 |                           |                 |       |        |                  |                  |                  |                  |  |
|  |                      | 9 de Julio (R)  | 2                         | 3               | 5 (9) |        |                  |                  |                  |                  |  |
|  |                      |                 |                           |                 | 5 (9) |        |                  |                  |                  |                  |  |
|  |                      |                 | Sarmiento (Humboldt) (p.) | 4               | 1     | 5 (10) |                  |                  |                  |                  |  |
|  | Sarmiento (Humboldt) | 2               | Sarmiento (Humboldt) (p.) | 4               | 1     | 5 (10) | 9                | 11               |                  |                  |  |
|  | Sarmiento (Humboldt) | 2               |                           |                 |       |        | 9                | 11               |                  |                  |  |
|  | El Pirata (LZ)       | 0               | 0                         | 0               |       |        |                  |                  |                  |                  |  |
|  | El Pirata (LZ)       | 0               | 0                         | 0               |       |        |                  |                  |                  |                  |  |
|  |                      |                 |                           |                 |       |        |                  |                  |                  |                  |  |

- Nota: En cada llave, el equipo que ocupa la primera línea es el que define la serie como local.

#### Llave F
|  | Primera etapa   | Primera etapa      | Primera etapa   | Primera etapa   |   |   | Segunda etapa    | Segunda etapa    | Segunda etapa    | Segunda etapa    |  |
|  | 22 y 28 de mayo | 22 y 28 de mayo    | 22 y 28 de mayo | 22 y 28 de mayo |   |   | 19 y 25 de junio | 19 y 25 de junio | 19 y 25 de junio | 19 y 25 de junio |  |
|  |                 |                    |                 |                 |   |   |                  |                  |                  |                  |  |
|  |                 |                    |                 |                 |   |   |                  |                  |                  |                  |  |
|  |                 |                    |                 |                 |   |   |                  |                  |                  |                  |  |
|  |                 |                    |                 |                 |   |   |                  |                  |                  |                  |  |
|  |                 |                    |                 |                 |   |   |                  |                  |                  |                  |  |
|  |                 | Atlético San Jorge | 1               | 1               | 2 |   |                  |                  |                  |                  |  |
|  |                 |                    |                 |                 | 2 |   |                  |                  |                  |                  |  |
|  |                 |                    | ADEO            | 1               | 0 | 1 |                  |                  |                  |                  |  |
|  | Americano (CP)  | 0                  | ADEO            | 1               | 0 | 1 | 1                | 1                |                  |                  |  |
|  | Americano (CP)  | 0                  |                 |                 |   |   | 1                | 1                |                  |                  |  |
|  | ADEO            | 1                  | 2               | 3               |   |   |                  |                  |                  |                  |  |
|  | ADEO            | 1                  | 2               | 3               |   |   |                  |                  |                  |                  |  |
|  |                 |                    |                 |                 |   |   |                  |                  |                  |                  |  |

- Nota: En cada llave, el equipo que ocupa la primera línea es el que define la serie como local.

#### Llave G
|  | Primera etapa   | Primera etapa        | Primera etapa   | Primera etapa   |   |   | Segunda etapa    | Segunda etapa    | Segunda etapa    | Segunda etapa    |  |
|  | 21 y 29 de mayo | 21 y 29 de mayo      | 21 y 29 de mayo | 21 y 29 de mayo |   |   | 18 y 26 de junio | 18 y 26 de junio | 18 y 26 de junio | 18 y 26 de junio |  |
|  |                 |                      |                 |                 |   |   |                  |                  |                  |                  |  |
|  |                 |                      |                 |                 |   |   |                  |                  |                  |                  |  |
|  |                 |                      |                 |                 |   |   |                  |                  |                  |                  |  |
|  |                 |                      |                 |                 |   |   |                  |                  |                  |                  |  |
|  |                 |                      |                 |                 |   |   |                  |                  |                  |                  |  |
|  |                 | Sportivo Las Parejas | 2               | 1               | 3 |   |                  |                  |                  |                  |  |
|  |                 |                      |                 |                 | 3 |   |                  |                  |                  |                  |  |
|  |                 |                      | Atlético Pujato | 0               | 2 | 2 |                  |                  |                  |                  |  |
|  | Atlético Pujato | 1                    | Atlético Pujato | 0               | 2 | 2 | 6                | 7                |                  |                  |  |
|  | Atlético Pujato | 1                    |                 |                 |   |   | 6                | 7                |                  |                  |  |
|  | Los Andes (A)   | 0                    | 0               | 0               |   |   |                  |                  |                  |                  |  |
|  | Los Andes (A)   | 0                    | 0               | 0               |   |   |                  |                  |                  |                  |  |
|  |                 |                      |                 |                 |   |   |                  |                  |                  |                  |  |

- Nota: En cada llave, el equipo que ocupa la primera línea es el que define la serie como local.

#### Llave H
|  | Segunda etapa       |   |   |   |  |
|  | 19 y 26 de junio    |   |   |   |  |
|  |                     |   |   |   |  |
|  | Tiro Federal (R)    | 0 | 3 | 3 |  |
|  | Tiro Federal (R)    | 0 | 3 | 3 |  |
|  | Argentino (Rosario) | 6 | 2 | 8 |  |
|  | Argentino (Rosario) | 6 | 2 | 8 |  |

- Nota: En cada llave, el equipo que ocupa la primera línea es el que define la serie como local.

#### Llave I
|  | Primera etapa      | Primera etapa   | Primera etapa   | Primera etapa   |   |   | Segunda etapa    | Segunda etapa    | Segunda etapa    | Segunda etapa    |  |
|  | 21 y 29 de mayo    | 21 y 29 de mayo | 21 y 29 de mayo | 21 y 29 de mayo |   |   | 18 y 25 de junio | 18 y 25 de junio | 18 y 25 de junio | 18 y 25 de junio |  |
|  |                    |                 |                 |                 |   |   |                  |                  |                  |                  |  |
|  |                    |                 |                 |                 |   |   |                  |                  |                  |                  |  |
|  |                    |                 |                 |                 |   |   |                  |                  |                  |                  |  |
|  |                    |                 |                 |                 |   |   |                  |                  |                  |                  |  |
|  |                    |                 |                 |                 |   |   |                  |                  |                  |                  |  |
|  |                    | PSM Fútbol      | 2               | 2               | 4 |   |                  |                  |                  |                  |  |
|  |                    |                 |                 |                 | 4 |   |                  |                  |                  |                  |  |
|  |                    |                 | ADIUR           | 1               | 2 | 3 |                  |                  |                  |                  |  |
|  | ADIUR (p.)         | 0               | ADIUR           | 1               | 2 | 3 | 2                | 2 (5)            |                  |                  |  |
|  | ADIUR (p.)         | 0               |                 |                 |   |   | 2                | 2 (5)            |                  |                  |  |
|  | Athletic Club (AS) | 1               | 1               | 2 (4)           |   |   |                  |                  |                  |                  |  |
|  | Athletic Club (AS) | 1               | 1               | 2 (4)           |   |   |                  |                  |                  |                  |  |
|  |                    |                 |                 |                 |   |   |                  |                  |                  |                  |  |

- Nota: En cada llave, el equipo que ocupa la primera línea es el que define la serie como local.

#### Llave J
|  | Primera etapa      | Primera etapa           | Primera etapa      | Primera etapa   |   |   | Segunda etapa    | Segunda etapa    | Segunda etapa    | Segunda etapa    |  |
|  | 22 y 28 de mayo    | 22 y 28 de mayo         | 22 y 28 de mayo    | 22 y 28 de mayo |   |   | 18 y 25 de junio | 18 y 25 de junio | 18 y 25 de junio | 18 y 25 de junio |  |
|  |                    |                         |                    |                 |   |   |                  |                  |                  |                  |  |
|  |                    |                         |                    |                 |   |   |                  |                  |                  |                  |  |
|  |                    |                         |                    |                 |   |   |                  |                  |                  |                  |  |
|  |                    |                         |                    |                 |   |   |                  |                  |                  |                  |  |
|  |                    |                         |                    |                 |   |   |                  |                  |                  |                  |  |
|  |                    | Sportivo Rivadavia (VT) | 1                  | 2               | 3 |   |                  |                  |                  |                  |  |
|  |                    |                         |                    |                 | 3 |   |                  |                  |                  |                  |  |
|  |                    |                         | Independiente (CL) | 1               | 3 | 4 |                  |                  |                  |                  |  |
|  | Independiente (CL) | 2                       | Independiente (CL) | 1               | 3 | 4 | 5                | 7                |                  |                  |  |
|  | Independiente (CL) | 2                       |                    |                 |   |   | 5                | 7                |                  |                  |  |
|  | Studebaker (VC)    | 3                       | 1                  | 4               |   |   |                  |                  |                  |                  |  |
|  | Studebaker (VC)    | 3                       | 1                  | 4               |   |   |                  |                  |                  |                  |  |
|  |                    |                         |                    |                 |   |   |                  |                  |                  |                  |  |

- Nota: En cada llave, el equipo que ocupa la primera línea es el que define la serie como local.

### Primera etapa
| Fechas                  | Local en la ida                | Global       | Local en la vuelta             | Ida | Vuelta |
| ----------------------- | ------------------------------ | ------------ | ------------------------------ | --- | ------ |
| 21 y 29 de mayo         | Adelante Reconquista           | 3:2          | Racing El Campesino            | 0:2 | 3:0    |
| 22 y 28 de mayo         | Bartolomé Mitre (La Gallareta) | 4:4 (1:3 p.) | Colón (San Justo)              | 1:1 | 3:3    |
| 23 y 28 de mayo         | Cosmos (Santa Fe)              | 6:1          | CECI (Gálvez)                  | 5:0 | 1:1    |
| 23 y 28 de mayo         | Peñarol (Rafaela)              | 6:0          | Ceres Unión                    | 4:0 | 2:0    |
| 22 de mayo y 5 de junio | Colón (San Lorenzo)            | 5:2          | Sportivo Belgrano (Oliveros)   | 2:1 | 3:1    |
| 21 y 26 de mayo         | El Pirata (Los Zapallos)       | 0:11         | Sarmiento (Humboldt)           | 0:2 | 0:9    |
| 22 y 28 de mayo         | ADEO                           | 3:1          | Americano (Carlos Pellegrini)  | 1:0 | 2:1    |
| 21 y 29 de mayo         | Los Andes (Alcorta)            | 0:7          | Atlético Pujato                | 0:1 | 0:6    |
| 21 y 29 de mayo         | Athletic Club (Arroyo Seco)    | 2:2 (4:5 p.) | ADIUR                          | 1:0 | 1:2    |
| 22 y 28 de mayo         | Studebaker (Villa Cañás)       | 4:7          | Independiente (Chañar Ladeado) | 3:2 | 1:5    |

### Segunda etapa
| Fechas           | Local en la ida                | Global        | Local en la vuelta       | Ida | Vuelta |
| ---------------- | ------------------------------ | ------------- | ------------------------ | --- | ------ |
| 17 y 26 de junio | Colón (San Justo)              | 2:0           | Adelante Reconquista     | 1:0 | 1:0    |
| 18 y 26 de junio | Cosmos (Santa Fe)              | 1:2           | Ben Hur                  | 1:1 | 0:1    |
| 19 y 25 de junio | Peñarol (Rafaela)              | 4:5           | Unión (Sunchales)        | 2:3 | 2:2    |
| 19 y 26 de junio | Colón (San Lorenzo)            | 0:5           | Libertad (Sunchales)     | 0:3 | 0:2    |
| 19 y 25 de junio | Sarmiento (Humboldt)           | 5:5 (10:9 p.) | 9 de Julio (Rafaela)     | 4:2 | 1:3    |
| 19 y 25 de junio | ADEO                           | 1:2           | Atlético San Jorge       | 1:1 | 0:1    |
| 18 y 26 de junio | Atlético Pujato                | 2:3           | Sportivo Las Parejas     | 0:2 | 2:1    |
| 19 y 26 de junio | Argentino (Rosario)            | 8:3           | Tiro Federal (Rosario)   | 6:0 | 2:3    |
| 18 y 25 de junio | ADIUR                          | 3:4           | Puerto San Martín Fútbol | 1:2 | 2:2    |
| 18 y 25 de junio | Independiente (Chañar Ladeado) | 4:3           | Sportivo Rivadavia (VT)  | 1:1 | 3:2    |

## Fase final

### Cuadro de desarrollo
|  | Octavos de final          | Octavos de final          |                          |                           | Cuartos de final           | Cuartos de final           | Cuartos de final           | Cuartos de final           |  |                   | Semifinales     | Semifinales     |  |                   | Final             | Final             | Final             | Final             |  |
|  | 9 de julio al 18 de julio | 9 de julio al 18 de julio |                          |                           | 17 de julio al 31 de julio | 17 de julio al 31 de julio | 17 de julio al 31 de julio | 17 de julio al 31 de julio |  |                   | 4 de septiembre | 4 de septiembre |  |                   | 8 y 16 de octubre | 8 y 16 de octubre | 8 y 16 de octubre | 8 y 16 de octubre |  |
|  |                           |                           |                          |                           |                            |                            |                            |                            |  |                   |                 |                 |  |                   |                   |                   |                   |                   |  |
|  |                           |                           |                          |                           |                            |                            |                            |                            |  |                   |                 |                 |  |                   |                   |                   |                   |                   |  |
|  | Colón (Santa Fe)          | 3                         |                          |                           |                            |                            |                            |                            |  |                   |                 |                 |  |                   |                   |                   |                   |                   |  |
|  | Colón (Santa Fe)          | 3                         |                          |                           |                            |                            |                            |                            |  |                   |                 |                 |  |                   |                   |                   |                   |                   |  |
|  | Colón (San Justo)         | 0                         |                          |                           |                            |                            |                            |                            |  |                   |                 |                 |  |                   |                   |                   |                   |                   |  |
|  | Colón (San Justo)         | 0                         |                          | Colón (Santa Fe)          | -                          | -                          | -                          |                            |  |                   |                 |                 |  |                   |                   |                   |                   |                   |  |
|  |                           |                           |                          | Colón (Santa Fe)          | -                          | -                          | -                          |                            |  |                   |                 |                 |  |                   |                   |                   |                   |                   |  |
|  |                           |                           | Unión (Santa Fe)         | -                         | -                          | -                          |                            |                            |  |                   |                 |                 |  |                   |                   |                   |                   |                   |  |
|  | Unión (Santa Fe)          | 2                         | Unión (Santa Fe)         | -                         | -                          | -                          |                            |                            |  |                   |                 |                 |  |                   |                   |                   |                   |                   |  |
|  | Unión (Santa Fe)          | 2                         |                          |                           |                            |                            |                            |                            |  |                   |                 |                 |  |                   |                   |                   |                   |                   |  |
|  | Ben Hur                   | 0                         |                          |                           |                            |                            |                            |                            |  |                   |                 |                 |  |                   |                   |                   |                   |                   |  |
|  | Ben Hur                   | 0                         |                          |                           |                            |                            |                            |                            |  | Sin confirmar     | -               |                 |  |                   |                   |                   |                   |                   |  |
|  |                           |                           |                          |                           |                            |                            |                            |                            |  | Sin confirmar     | -               |                 |  |                   |                   |                   |                   |                   |  |
|  |                           |                           | Unión (Sunchales) (w/o.) | -                         |                            |                            |                            |                            |  |                   |                 |                 |  |                   |                   |                   |                   |                   |  |
|  | Unión (Sunchales) (p.)    | 2 (5)                     | Unión (Sunchales) (w/o.) | -                         |                            |                            |                            |                            |  |                   |                 |                 |  |                   |                   |                   |                   |                   |  |
|  | Unión (Sunchales) (p.)    | 2 (5)                     |                          |                           |                            |                            |                            |                            |  |                   |                 |                 |  |                   |                   |                   |                   |                   |  |
|  | Libertad (Sunchales)      | 2 (4)                     |                          |                           |                            |                            |                            |                            |  |                   |                 |                 |  |                   |                   |                   |                   |                   |  |
|  | Libertad (Sunchales)      | 2 (4)                     |                          | Atlético de Rafaela       | 0                          | 0                          | 0                          |                            |  |                   |                 |                 |  |                   |                   |                   |                   |                   |  |
|  |                           |                           |                          | Atlético de Rafaela       | 0                          | 0                          | 0                          |                            |  |                   |                 |                 |  |                   |                   |                   |                   |                   |  |
|  |                           |                           | Unión (Sunchales)        | 0                         | 2                          | 2                          |                            |                            |  |                   |                 |                 |  |                   |                   |                   |                   |                   |  |
|  | Atlético de Rafaela       | 7                         | Unión (Sunchales)        | 0                         | 2                          | 2                          |                            |                            |  |                   |                 |                 |  |                   |                   |                   |                   |                   |  |
|  | Atlético de Rafaela       | 7                         |                          |                           |                            |                            |                            |                            |  |                   |                 |                 |  |                   |                   |                   |                   |                   |  |
|  | Sarmiento (Humboldt)      | 0                         |                          |                           |                            |                            |                            |                            |  |                   |                 |                 |  |                   |                   |                   |                   |                   |  |
|  | Sarmiento (Humboldt)      | 0                         |                          |                           |                            |                            |                            |                            |  |                   |                 |                 |  | Unión (Sunchales) | 0                 | 2                 | 2                 |                   |  |
|  |                           |                           |                          |                           |                            |                            |                            |                            |  |                   |                 |                 |  | Unión (Sunchales) | 0                 | 2                 | 2                 |                   |  |
|  |                           |                           | Sportivo Las Parejas     | 0                         | 0                          | 0                          |                            |                            |  |                   |                 |                 |  |                   |                   |                   |                   |                   |  |
|  | Central Córdoba (R) (p.)  | 1 (5)                     | Sportivo Las Parejas     | 0                         | 0                          | 0                          |                            |                            |  |                   |                 |                 |  |                   |                   |                   |                   |                   |  |
|  | Central Córdoba (R) (p.)  | 1 (5)                     |                          |                           |                            |                            |                            |                            |  |                   |                 |                 |  |                   |                   |                   |                   |                   |  |
|  | Atlético San Jorge        | 1 (4)                     |                          |                           |                            |                            |                            |                            |  |                   |                 |                 |  |                   |                   |                   |                   |                   |  |
|  | Atlético San Jorge        | 1 (4)                     |                          | Sportivo Las Parejas (p.) | 1                          | 1                          | 2 (5)                      |                            |  |                   |                 |                 |  |                   |                   |                   |                   |                   |  |
|  |                           |                           |                          | Sportivo Las Parejas (p.) | 1                          | 1                          | 2 (5)                      |                            |  |                   |                 |                 |  |                   |                   |                   |                   |                   |  |
|  |                           |                           | Central Córdoba (R)      | 2                         | 0                          | 2 (4)                      |                            |                            |  |                   |                 |                 |  |                   |                   |                   |                   |                   |  |
|  | Sportivo Las Parejas      | 2                         | Central Córdoba (R)      | 2                         | 0                          | 2 (4)                      |                            |                            |  |                   |                 |                 |  |                   |                   |                   |                   |                   |  |
|  | Sportivo Las Parejas      | 2                         |                          |                           |                            |                            |                            |                            |  |                   |                 |                 |  |                   |                   |                   |                   |                   |  |
|  | Argentino (Rosario)       | 1                         |                          |                           |                            |                            |                            |                            |  |                   |                 |                 |  |                   |                   |                   |                   |                   |  |
|  | Argentino (Rosario)       | 1                         |                          |                           |                            |                            |                            |                            |  | Newell's Old Boys | 0               |                 |  |                   |                   |                   |                   |                   |  |
|  |                           |                           |                          |                           |                            |                            |                            |                            |  | Newell's Old Boys | 0               |                 |  |                   |                   |                   |                   |                   |  |
|  |                           |                           | Sportivo Las Parejas     | 1                         |                            |                            |                            |                            |  |                   |                 |                 |  |                   |                   |                   |                   |                   |  |
|  | Newell's Old Boys (p.)    | 0 (4)                     | Sportivo Las Parejas     | 1                         |                            |                            |                            |                            |  |                   |                 |                 |  |                   |                   |                   |                   |                   |  |
|  | Newell's Old Boys (p.)    | 0 (4)                     |                          |                           |                            |                            |                            |                            |  |                   |                 |                 |  |                   |                   |                   |                   |                   |  |
|  | PSM Fútbol                | 0 (2)                     |                          |                           |                            |                            |                            |                            |  |                   |                 |                 |  |                   |                   |                   |                   |                   |  |
|  | PSM Fútbol                | 0 (2)                     |                          | Rosario Central           | 0                          | 0                          | 0 (3)                      |                            |  |                   |                 |                 |  |                   |                   |                   |                   |                   |  |
|  |                           |                           |                          | Rosario Central           | 0                          | 0                          | 0 (3)                      |                            |  |                   |                 |                 |  |                   |                   |                   |                   |                   |  |
|  |                           |                           | Newell's Old Boys (p.)   | 0                         | 0                          | 0 (5)                      |                            |                            |  |                   |                 |                 |  |                   |                   |                   |                   |                   |  |
|  | Rosario Central           | 3                         | Newell's Old Boys (p.)   | 0                         | 0                          | 0 (5)                      |                            |                            |  |                   |                 |                 |  |                   |                   |                   |                   |                   |  |
|  | Rosario Central           | 3                         |                          |                           |                            |                            |                            |                            |  |                   |                 |                 |  |                   |                   |                   |                   |                   |  |
|  | Independiente (CL)        | 1                         |                          |                           |                            |                            |                            |                            |  |                   |                 |                 |  |                   |                   |                   |                   |                   |  |
|  | Independiente (CL)        | 1                         |                          |                           |                            |                            |                            |                            |  |                   |                 |                 |  |                   |                   |                   |                   |                   |  |
|  |                           |                           |                          |                           |                            |                            |                            |                            |  |                   |                 |                 |  |                   |                   |                   |                   |                   |  |

- Nota: En cada llave, el equipo que ocupa la primera línea es el que define la serie como local.

### Octavos de final
| Fecha       | Local                     | Resultado    | Visitante                      |  |  |
| ----------- | ------------------------- | ------------ | ------------------------------ |  |  |
| 18 de julio | Colón (Santa Fe)          | 3:0          | Colón (San Justo)              |  |  |
| 17 de julio | Unión (Santa Fe)          | 2:0          | Ben Hur                        |  |  |
| 9 de julio  | Unión (Sunchales)         | 2:2 (5:4 p.) | Libertad (Sunchales)           |  |  |
| 9 de julio  | Atlético de Rafaela       | 7:0          | Sarmiento (Humboldt)           |  |  |
| 8 de julio  | Central Córdoba (Rosario) | 1:1 (5:4 p.) | Atlético San Jorge             |  |  |
| 9 de julio  | Sportivo Las Parejas      | 2:1          | Argentino (Rosario)            |  |  |
| 6 de julio  | Newell's Old Boys         | 0:0 (4:2 p.) | Puerto San Martín Fútbol       |  |  |
| 10 de julio | Rosario Central           | 3:1          | Independiente (Chañar Ladeado) |  |  |

### Cuartos de final
| Fechas           | Local en la ida           | Global       | Local en la vuelta   | Ida | Vuelta |
| ---------------- | ------------------------- | ------------ | -------------------- | --- | ------ |
| Sin confirmar    | Unión (Santa Fe)          | -:-          | Colón (Santa Fe)     | -:- | -:-    |
| 17 y 30 de julio | Unión (Sunchales)         | 2:0          | Atlético de Rafaela  | 0:0 | 2:0    |
| 24 y 31 de julio | Newell's Old Boys         | 0:0 (5:3 p.) | Rosario Central      | 0:0 | 0:0    |
| 23 y 31 de julio | Central Córdoba (Rosario) | 2:2 (4:5 p.) | Sportivo Las Parejas | 2:1 | 0:1    |

### Semifinales
| Fecha           | Local             | Resultado | Visitante            |  |  |
| --------------- | ----------------- | --------- | -------------------- |  |  |
| Sin confirmar   | Sin confirmar     | w/o.      | Unión (Sunchales)    |  |  |
| 4 de septiembre | Newell's Old Boys | 0:1       | Sportivo Las Parejas |  |  |

### Final
| Fechas            | Local en la ida      | Global | Local en la vuelta | Ida | Vuelta |
| ----------------- | -------------------- | ------ | ------------------ | --- | ------ |
| 8 y 16 de octubre | Sportivo Las Parejas | 1:2    | Unión (Sunchales)  | 0:0 | 1:2    |

|                                       |
|                                       |
| Campeón Unión (Sunchales) 1.er título |